# Општина Прешево
Општина Прешево је територијална јединица која се налази на југу Србије и припада Пчињском управном округу. Према подацима са последњег пописа 2022. године у општини је живело 33.449 становника.

## Географија
Општина се налази на крајњем југу Србије, у долини реке Моравице, на разделини егејског и црноморског слива. Окружују је западне планине Скопске Црне горе и источни обронци планине Рујен. Отворена је према Кумановској котлини и граничи се са општинама Гњилане и Бујановац, као и са Северном Македонијом. Железничка пруга и путни правац Београд—Ниш—Скопље, као најважнији инфраструктурни коридори, пролазе преко територије општине. Општина располаже са неколико хиљада хектара обрадиве површине и захвата простор Прешевске котлине и њеног планинског обода. Пољопривредне површине смештене су између планине Козјак, на источној страни, и масива Скопске Црне горе на западној страни, у долини која је Моравицом и аутопутем Београд—Скопље подељена на два дела. Терен је доста таласаст и испресецан јаругама и локалним водотоцима. Алувијална земљишта се налазе на висини, а делувијална на нижим теренима.

## Историја
Први писани споменици о Кумановско-прешевској Црној Гори датирају из 11. века када је грађена манастирска црква Света Богородица у Матејчи. Овим простором је управљао српски жупан Вукан 1103. године. Наредне године се враћа у византијске руке. Стефан Немања је 1189. године управљао овим крајем, али је то било краткотрајно. Област се налази у оквирима српске државе за време краља Драгутина и Милутина и цара Душана. Њоме је управљао севастократор, а касније и деспот Дејан, који је био зет цара Душана по сестри Теодори (у калуђерству Евдокији) и отац Јована и Константина Драгаша. Држава Дејановића је 1355. године обухватала старе жупе Жеглигово (Козјача, Средорек и највећи део Пчиње) на истоку и Прешево са једним делом гњиланског Карадага на западу. Након Душанове смрти, овим крајем управљају синови севастократора Дејана, Јован Драгаш и Константин.
Прешево се први пут помиње 1381. године у хрисовуљи „царице Јевдокије”, која са сином Константином прилаже Хиландару задужбину севастократора Дејана, цркву у Архиљевици са имањем и извесним добрима у Прешеву.
После смрти Константина Драгаша 1394. године, ова област је подељена на два дела. Неко време јужним делом, Кумановском Црном Гором владају Турци, а северним, Прешевском Црном Гором, влада ћесар Угљеша (1402—1423). У северни део Турци су ушли тек освајањем осталог дела Србије, око 1441. године. После неколико устанака и покушаја да се овај крај ослободи турске власти, српска војска је продрла до села Лојане 1878. године, али се убрзо повукла до Летовице. После Берлинског конгреса граница са Турском је повучена још северније, код села Ристовац. Коначно ослобођење од Турака се десило 1912. године.
Састав становништва је различит од најстаријих времена, овај крај је пре досељавања Словена био саставни део Дарданије, илирске провинције. Повећан број Словена се везује за време владавине Немањића, о чему сведоче бројни топоними и остаци материјалне културе, као што су трагови цркава, манастира, гробаља и селишта. Доласком Турака нису се десиле значајније етничке промене. Касније су се доселили Турци из Анадолије и преко Биљаче, а са њима се досељавају и Цигани. Међутим, српско становништво је и даље било већинско. Један од догађаја који је покренуо исељавања са овог простора је напредовање војске аустријског генерала Пиколоминија у рату против Турака. Његовој војсци су се прикључили српски добровољци, али након пораза од Турака почиње исељавање Срба у великом таласу сеобе Срба 1689—1690. године.
Исељавање Срба пред турском одмаздом је захватило Горњу Мораву, Изморник, Скопску Црну гору, скопску котлину, кумановску и прешевску околину. Смањивање српског становништва је било нарочито интензивно за време Првог и Другог српског устанка и од 1878. године. То је имало за последицу продирање Албанаца у прешевски крај који су се досељавали од друге половине 18. века, а нарочито после 1878. године. После 1912. године било је исељавања муслимана, пре свега Турака. Новије промене у саставу становништва општине се дешавају од седамдесетих година 20. века, када се велики број Срба сели у северније крајеве, због чега је број Срба у опадању.
Побуна албанских терориста на југу Србије отпочета 1999. успешно је окончана југословенском победом 2001. године.

## Насељена места
Општини Прешево има површину 264 км2 и обухвата 35 насељена места.
| - Алиђерце - Берчевац - Бујић - Букаревац - Буковац - Буштрање - Гаре - Големи Дол - Горња Шушаја - Госпођинце - Депце - Доња Шушаја | - Жујинце - Илинце - Курбалија - Љаник - Мађаре - Миратовац - Норча - Ораовица - Печено - Прешево - Рајинце - Ранатовце | - Рељан - Свињиште - Сефер - Славујевац - Станевце - Стрезовце - Трнава - Цакановац - Церевајка - Црнотинце - Чукарка |

## Демографија
Према попису становништва из 2022. године на територији општине Прешево је пописано 33.449 становника. Општина је већином насељена Албанцима који чине 93,7% становништва, затим следе Срби који чине 4,8% и Роми који чине 0,6% становништва. У верском погледу 31.505 становника је исламске вероисповести, следе православци којих је 1.495. Албански је матерњи језик 31.227 грађана, следи српски са 1.644 говорника и ромски који је матерњи 206 грађана.
На попису из 2022. године Срби су били већина у насељима Љаник, Свињиште, Славујевац и Цакановац, док у осталим већину чине Албанци.
Упоредни преглед националног састава становништва 1961, 2002. и 2022. године
| Национални састав према попису из 1961.‍ | Национални састав према попису из 1961.‍ | Национални састав према попису из 1961.‍ | Национални састав према попису из 1961.‍ | Национални састав према попису из 1961.‍ |
| --------------------------------------- | --------------------------------------- | --------------------------------------- | --------------------------------------- | --------------------------------------- |
|                                         |                                         |                                         |                                         |                                         |
| Албанци                                 | Албанци                                 |                                         | 18.229                                  | 68,2%                                   |
| Срби                                    | Срби                                    |                                         | 6.741                                   | 25,2%                                   |
| Роми                                    | Роми                                    |                                         | 146                                     | 0,5%                                    |
| Укупно: 26.738                          |                                         |                                         |                                         |                                         |

| Национални састав према попису из 2002.‍ | Национални састав према попису из 2002.‍ | Национални састав према попису из 2002.‍ | Национални састав према попису из 2002.‍ | Национални састав према попису из 2002.‍ |
| --------------------------------------- | --------------------------------------- | --------------------------------------- | --------------------------------------- | --------------------------------------- |
|                                         |                                         |                                         |                                         |                                         |
| Албанци                                 | Албанци                                 |                                         | 31.098                                  | 89,1%                                   |
| Срби                                    | Срби                                    |                                         | 2.984                                   | 8,5%                                    |
| Роми                                    | Роми                                    |                                         | 322                                     | 0,9%                                    |
| Укупно: 34.904                          |                                         |                                         |                                         |                                         |

| Национални састав према попису из 2022.‍ | Национални састав према попису из 2022.‍ | Национални састав према попису из 2022.‍ | Национални састав према попису из 2022.‍ | Национални састав према попису из 2022.‍ |
| --------------------------------------- | --------------------------------------- | --------------------------------------- | --------------------------------------- | --------------------------------------- |
|                                         |                                         |                                         |                                         |                                         |
| Албанци                                 | Албанци                                 |                                         | 31.340                                  | 93,7%                                   |
| Срби                                    | Срби                                    |                                         | 1.607                                   | 4,8%                                    |
| Роми                                    | Роми                                    |                                         | 219                                     | 0,6%                                    |
| Укупно: 33.449                          |                                         |                                         |                                         |                                         |

## Цркве и манастири
- Црква Светог Димитрија налази се на једном узвишењу недалеко од центра Прешева. Реч је о једнобродној правоугаоној грађевини која је грађена од камена а потом премалтерисана. Улази у храм се налазе на западној и јужној страни, који су у функцији. Изнад западног портала се налази плитка нише на којима је фрескотехником изведена представа Светог Димитрија. Сматра се да је црква обновљена 1905. године, а већ 1913. године храм су срушили Арнаути, али је каснијим добровољним прилозима верника и мештана обновљена и подигнут је звоник.[12]
- Црква Светог Ђорђа се налази у селу Чукарка. Обновљена је на старим темељима цркве која је била срушена од стране Арнаута. На западној фасади, изнад улазних врата налази се плоча на којој пише да је црква обновљена 1964. године. Изнад плоче се налази ниша са иконом патрона храма. Црква је једнобродна грађевина. У цркви нема зидног сликарства, звоник се налази изнад западног дела цркве.[13]
- Црква Светог Архангела Гаврила у селу Рељан подигнута је на месту и развалинама старијег храма 1898. године. Према писању Јована Хаџи Васиљевића старија црква је морала бити велика и лепа. Зидно сликарство у цркви је веома оштећено, остаци живописа су и касније прелакирани, због чега су фреске тешко видљиве и непрепознатљиве. Дело су Теофана Буџароског који се потписао као дуборезац и зограф на представи Богородице на царским дверима. На иконостасу се налази 40 икона и још четири престоне иконе. Црква има хромолитографију из Одесе, као и велики број грчких штампаних икона на папиру.[14]
- Манастир Светог великомученика Георгија у селу Ораовица давно је у литератури поистовећиван са средњовековним селом Архиљевица. Такође, изнесена је претпоставка да је црква Светог великомученика Ђорђа подигнута на месту Богородичне цркве из 14. века. Храм је 1989. године реновиран, као и звоник и црквена зграда.[15]